# Tōbu série 70000
La série 70000 (70000系, 70000-kei) de Tōbu est un type de rame automotrice exploitée par l'opérateur ferroviaire privé Tōbu au Japon depuis 2017.

## Description
Les rames sont composées de 7 voitures comprenant chacune 4 paires de portes. Les caisses sont en aluminium. L'espace voyageurs se compose de banquettes longitudinales, qui peuvent être tournées en position transversale dans les rames de la sous-série 70090 sur les services TH Liner. Des sièges prioritaires sont installés aux extrémités de chaque voitures.

## Histoire
La première rame est entrée en service le 7 juillet 2017. 
La série a remporté un Good Design Award en 2017.

## Services
Les rames effectuent des services interconnectés entre les lignes Isesaki et Skytree de la Tōbu et la ligne Hibiya du Tokyo Metro.

## Galerie photos

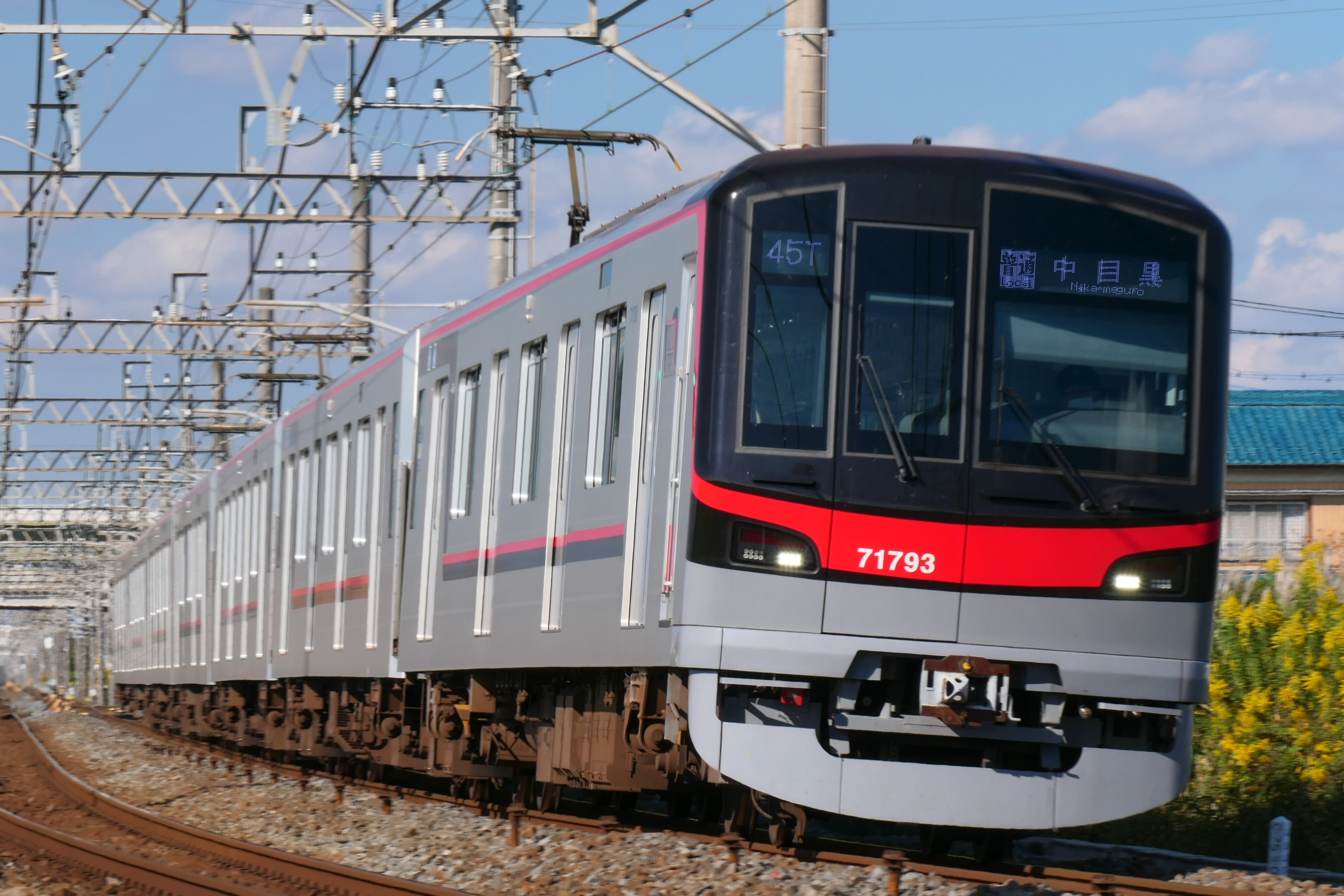
Une rame de la sous-série 70090.
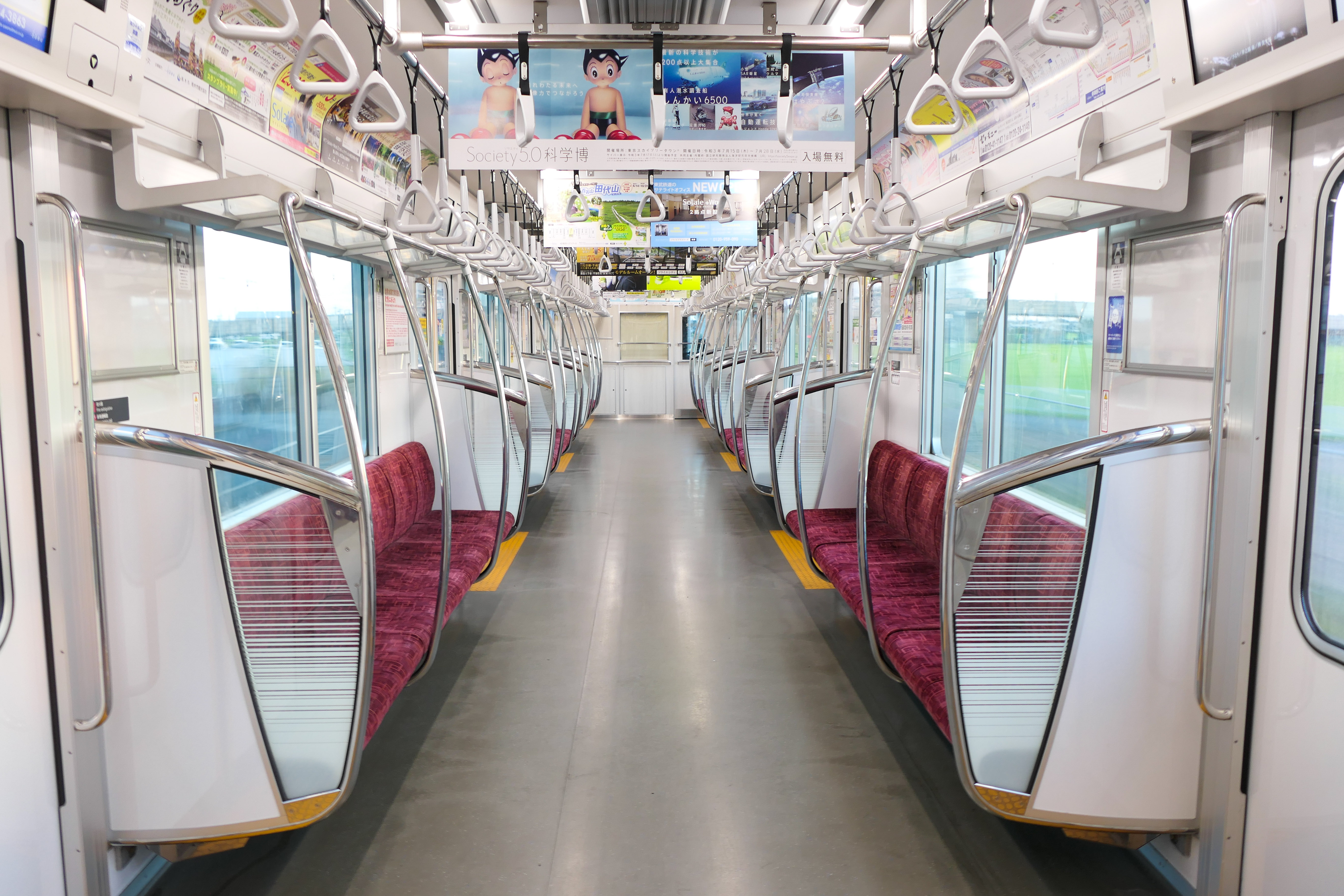
Intérieur avec des sièges longitudinaux.
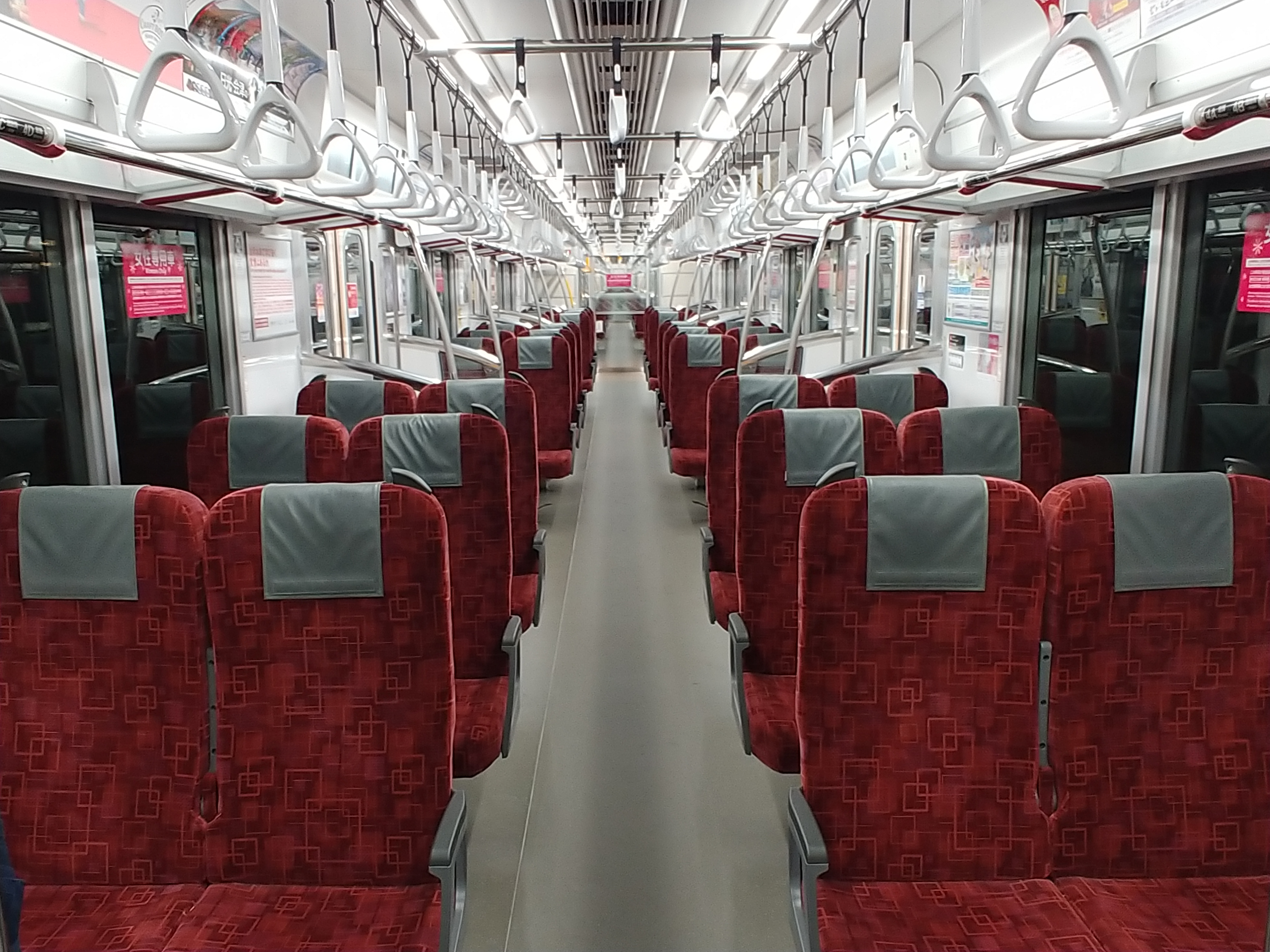
Intérieur avec des sièges transversaux.